# ادگار، پادشاه اسکاتلند
ادگار (به انگلیسی: Étgar mac Maíl Choluim) (زاده ۱۰۷۴ - درگذشته ۸ ژانویه ۱۱۰۷) از ۱۰۹۷ تا ۱۱۰۷ شاه اسکاتلند بود.
او پسر مالکولم سوم و سنت مارگارت اسکاتلند و برادر شاه قبلی دانکن دوم بود. همچنین شاه پس از او یعنی الکساندر اول، برادر ادگار بود. او را با نام "قابل صلح" می‌شناختند.
او در هنگام مرگ مجرد بود و در صومعهٔ دامفرلین به خاک سپرده شد.